# Sovereign
Sovereign är en amerikansk kriminaldramafilm som hade premiär i USA den 11 juli 2025. Den är regisserad av Christian Swegal som även skrivit filmens manus.

## Handling
Filmen handlar om en far och son som identifierar sig som Sovereign Citizens som hamnar i en konfrontation med en polischef som utlöser en människojakt.

## Rollista (i urval)
- Nick Offerman
- Jacob Tremblay
- Dennis Quaid
- Nancy Travis
- Martha Plimpton